# Ernst Udet
Ernst Udet (Francoforte sul Meno, 26 aprile 1896 – Berlino, 17 novembre 1941) è stato un generale e aviatore tedesco durante la prima guerra mondiale e la seconda guerra mondiale. Fu il più importante asso dell'aviazione tedesco per numero di vittorie dopo il leggendario Barone Rosso.

## Da staffetta motociclista a pilota
Affascinato dall'aviazione fin dalla prima infanzia, a sedici anni tentò di arruolarsi nell'esercito nel 1914, ma essendo alto solamente 160 cm non venne accettato. Ad agosto, quando il club automobilistico tedesco, l'Allgemeiner Deutscher Automobil Club (ADAC), diramò un appello per l'arruolamento di volontari motociclisti, Udet vi aderì e fu accettato. Insieme a quattro amici, Udet fu aggregato alla 26ma divisione della riserva Württembergischen come "staffetta motociclista". Durante questo servizio, cadde con la sua motocicletta in un cratere di bomba, si ferì ad una spalla e fu ricoverato in un ospedale militare. Al termine della degenza, quando tentò di riunirsi con la 26ma divisione, non fu in grado di rintracciarla e decise di prestare servizio nel deposito di veicoli di Namur. In questo periodo, Udet incontrò alcuni ufficiali di aviazione di Chauny, che gli proposero il trasferimento presso di loro per essere impiegato come osservatore aereo. Mentre attendeva gli esiti di questa proposta, l'esercito sciolse il corpo dei volontari motociclisti e Udet fu dimesso.
Udet tentò invano di ritornare al combattimento, ma non riuscì ad ottenere di essere ammesso ai corsi dell'esercito per pilota o meccanico di aerei. Venne però a conoscenza che, se fosse stato già in possesso del brevetto di pilota, sarebbe stato immediatamente accettato nell'aeronautica militare. Attraverso un amico di famiglia, Gustav Otto, proprietario di una fabbrica di aerei, Udet prese lezioni come pilota civile. L'addestramento costò 2000 marchi e un completo di arredamento da bagno nuovo prodotto dalla ditta del padre. Udet ottenne il brevetto di pilota civile alla fine dell'aprile 1915 e venne arruolato nel Luftstreitkräfte, il servizio aereo dell'esercito imperiale tedesco.

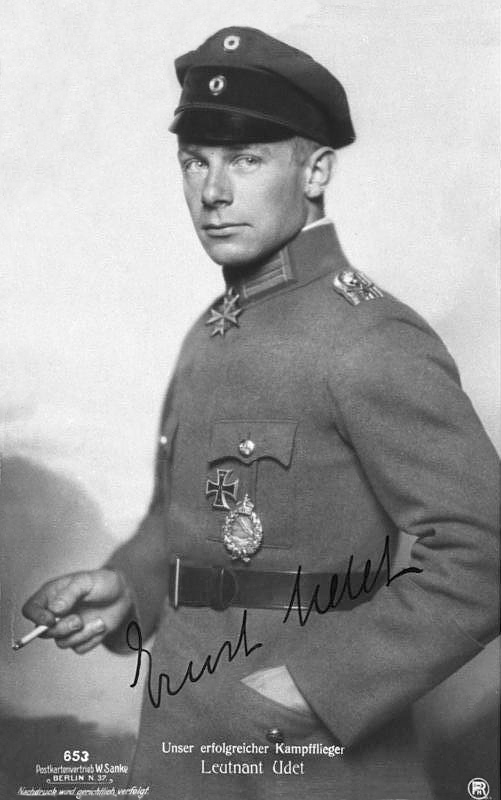
Udet, tenente nella prima guerra mondiale con la decorazione Pour le Mérite

Ernst Udet riportò 62 vittorie nella prima guerra mondiale. La prima vittoria fu ottenuta il 18 marzo 1916. Alla tredicesima vittoria, ottenuta il 24 dicembre 1916, a Udet venne conferita la Croce di ferro di prima classe e nel 1917 fu posto al comando della Jasta 37, comando che mantenne fino al marzo 1918. Il celebre Manfred von Richthofen allora lo pose al comando della Jasta 11. Nell'aprile del 1918 ottenne la più alta onorificenza militare tedesca, la Pour le Mérite. Dopo la morte di Manfred von Richthofen, Udet prese il comando della Jasta 4. In seguito Hermann Göring comandò la "squadra di assi" che fu di Richthofen. Nell'agosto 1918 riuscì ad abbattere altri 20 avversari.

## Tra le due guerre
Tra le due guerre Udet ebbe un desiderio: tornare a volare. Nel 1921 fondò la Udet Flugzeugbau GmbH, destinata al fallimento già nel 1928 e presto assorbita dalla Bayerische Flugzeugbauwerke GmbH (di cui Willy Messerschmitt era il direttore tecnico). Udet fu coinvolto in varie manifestazioni aeree, e in tre film interpretati da Leni Riefenstahl e diretti da Arnold Fanck, La tragedia di Pizzo Palù (1929), Tempesta sul Monte Bianco (1930) e SOS Iceberg (1933).

## Seconda guerra mondiale e morte

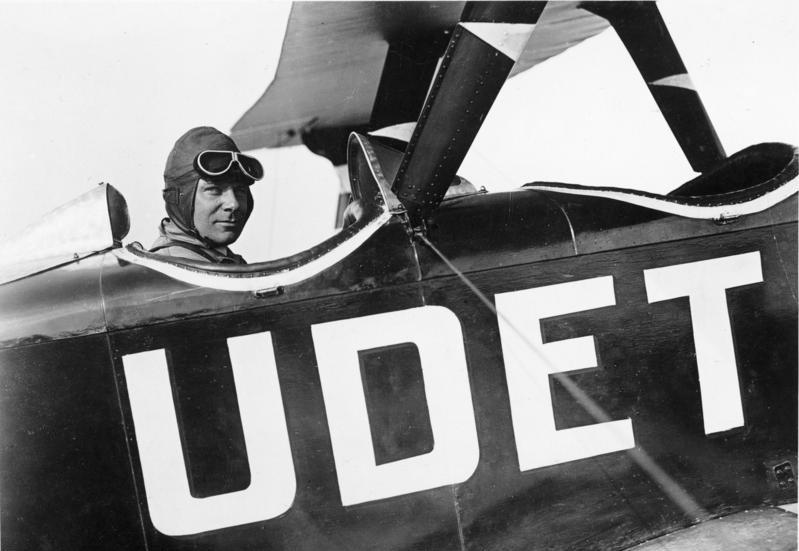
Udet su un U12 Flamingo biposto nel 1931

Già prima del 1933 aderì al Partito nazista e fu membro della Sturmabteilung. Divenne colonnello nel 1935 e in seguito ispettore militare della Luftwaffe appena creata. Venne promosso al grado di generale il 1º febbraio 1939.
Nel luglio del 1940 fu nominato Generaloberst. Per un certo periodo di tempo diresse il Reichsluftfahrtministerium, il Ministero dell'Aviazione del Reich, sotto gli ordini del Reichsmarschall Hermann Göring, ma Udet fu profondamente colpito dal corso degli eventi nella battaglia d'Inghilterra dove le forze aeree tedesche si dimostrarono inferiori a quelle inglesi. Il 17 novembre 1941 dopo un violento litigio con Göring, si ubriacò e si suicidò con un colpo di pistola. Secondo quanto riportato da Leonardo Simoni (Berlino, ambasciata d'Italia, 1939-1943, pag. 260-261) Udet aveva progettato la produzione dell'aeronautica militare sulla base di una guerra di breve durata. Avendo rappresentato l'impossibilità di un cambio radicale di produzione, per una guerra che era diventata lunga e su due fronti, venne allontanato bruscamente dall'incarico e, il giorno dopo, si suicidò.
Nel 1917 quando era pilota da caccia in seno alla Jasta 15, Udet venne immortalato in una profetica foto che lo ritrae accanto al suo aereo personale: un Albatros D.III. Nella foto è visibile il numero di matricola del velivolo dipinto sulla coda, 1941, l'anno in cui Udet si suicidò.
Il celebre asso dell'aviazione ottenne i funerali di stato e la propaganda tedesca preferì tenerne segreto il suicidio, pubblicizzando la falsa notizia secondo la quale Udet era morto in volo su di un velivolo sperimentale. Il generale fu sepolto nel cimitero degli Invalidi di Berlino.
L'asso della seconda guerra mondiale Werner Mölders, di rientro a Berlino dalla Crimea come passeggero su di un Heinkel He 111 per assistere al funerale del suo superiore ed amico, morì insieme al suo pilota il 22 novembre 1941 durante un atterraggio in condizioni critiche per un temporale.